# Nationalheld Jamaikas

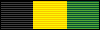
Bandschnalle

Nationalheld Jamaikas (engl. National Hero) ist die höchste Auszeichnung des Staates Jamaika. Die Träger erhalten den Orden des Nationalhelden (Order of National Hero) und den Titel The Right Excellent.
Der Orden ist Teil eines fünfstufigen Auszeichnungssystems. Er wird ausschließlich an Jamaikaner vergeben für „höchst bemerkenswerte Dienste“ für das Land. Damit sind Verdienste gemeint, die das heutige Jamaika geformt haben. 
Fünf der sieben Träger erhielten den Orden postum, Manley wenige Tage vor seinem Tod. Ihnen wurde ein Denkmal im National Hero Park in Kingston errichtet, einige sind dort auch begraben. Außerdem wurden Gedenktafeln an verschiedenen Orten, wie dem Institut of Jamaika, angebracht. An jedem dritten Montag im Oktober findet ein Gedenktag statt.
Die Auszeichnung wurde durch das National Honours and Awards Gesetz von 1969 geschaffen, das auch die ersten drei Träger, Paul Bogle, George William Gordon und Marcus Garvey bestimmte.
Der Orden selber ist ein vierzehnzackiger goldener Stern auf einer schwarz emaillierten Medaille. Darauf befindet sich die Flagge Jamaikas und das Motto He built a city which hath foundations. Das Band hat die Nationalfarben Jamaikas, schwarz, gelb und grün.

## Bisherige Träger
- Paul Bogle (* zw. 1815 und 1820, † 1865, postum)
- Alexander Bustamante (* 1884, † 1977)
- Marcus Garvey (* 1887, † 1940, postum)
- George William Gordon (* 1820, † 1865, postum)
- Norman Washington Manley (* 1893, † 1969)
- Nanny of the Maroons (* 1700, † 1740, postum)
- Samuel Sharpe (* 1801, † 1832, postum)